# Llista de topònims de Santa Oliva
Llista de topònims (noms propis de lloc) del municipi de Santa Oliva, al Baix Penedès
Informació actualitzada per un bot. Els canvis manuals es perdran quan s'actualitzi!

## casa
| imatge | Nom             | Ubicat a    | instància de | Detalls                                          | coordenades                                                                         | Protecció                   | Commons (més fotos) | Dades a WD                    |
| ------ | --------------- | ----------- | ------------ | ------------------------------------------------ | ----------------------------------------------------------------------------------- | --------------------------- | ------------------- | ----------------------------- |
|        | Casa Larrianaga | Santa Oliva | casa         | Estil: arquitectura modernista 1920              | 41° 13′ 35″ N, 1° 32′ 22″ E / 41.226433°N,1.539314°E ca:Ctra. de Santa Oliva, 20-22 | bé cultural d'interès local | Casa Larrienaga     | Modifica les dades a Wikidata |
|        | el Molí de Vent | Santa Oliva | casa         | Estil: modernisme català arquitectura modernista | 41° 13′ 35″ N, 1° 32′ 21″ E / 41.2265°N,1.53926°E                                   |                             |                     | Modifica les dades a Wikidata |

## curs d'aigua
| imatge | Nom                 | Ubicat a                                                            | instància de | Detalls                                               | coordenades | Protecció | Commons (més fotos) | Dades a WD                    |
| ------ | ------------------- | ------------------------------------------------------------------- | ------------ | ----------------------------------------------------- | --- | --------- | ------------------- | ----------------------------- |
|        | riera de l'Albornar | Sant Jaume dels Domenys Llorenç del Penedès Santa Oliva Albinyana   | curs d'aigua | Desemboca: riera de la Bisbal                         | 41° 15′ 07″ N, 1° 31′ 30″ E / 41.252068°N,1.525095°E 91 msnm                                                         |           |                     | Modifica les dades a Wikidata |
|        | riera de la Bisbal  | el Montmell la Bisbal del Penedès Albinyana Santa Oliva el Vendrell | curs d'aigua | Desemboca: mar Mediterrània Llarg: 19km Conca: 190km² | 41° 11′ 00″ N, 1° 32′ 54″ E / 41.183333333333°N,1.5483333333333°E 41° 13′ 00″ N, 1° 32′ 00″ E / 41.21667°N,1.53333°E |           | Riera de la Bisbal  | Modifica les dades a Wikidata |
|        | torrent del Lluc    | Santa Oliva el Vendrell                                             | curs d'aigua | Desemboca: riera de la Bisbal                         | 41° 13′ 04″ N, 1° 32′ 23″ E / 41.21784°N,1.53974°E                                                                   |           |                     | Modifica les dades a Wikidata |

## edifici
| imatge | Nom              | Ubicat a    | instància de | Detalls                             | coordenades                                                                     | Protecció                   | Commons (més fotos) | Dades a WD                    |
| ------ | ---------------- | ----------- | ------------ | ----------------------------------- | ------------------------------------------------------------------------------- | --------------------------- | ------------------- | ----------------------------- |
|        | Casa Nin         | Santa Oliva | edifici      | Estil: arquitectura modernista 1910 | ca:carrer Sant Josep, 19                                                        |                             |                     | Modifica les dades a Wikidata |
|        | Torre d'en Serra | Santa Oliva | edifici      |                                     | 41° 13′ 37″ N, 1° 32′ 12″ E / 41.226982°N,1.536794°E ca:Camí del Tomoví 56 msnm | bé cultural d'interès local | Torre d'en Serra    | Modifica les dades a Wikidata |

## entitat singular de població
| imatge | Nom                       | Ubicat a    | instància de                                    | Detalls  | coordenades                                                                 | Protecció | Commons (més fotos) | Dades a WD                    |
| ------ | ------------------------- | ----------- | ----------------------------------------------- | -------- | --------------------------------------------------------------------------- | --------- | ------------------- | ----------------------------- |
|        | Sant Jordi                | Santa Oliva | entitat singular de població                    | 339 hab  | 41° 13′ 37″ N, 1° 31′ 31″ E / 41.226948469102°N,1.5253941417642°E 79 msnm   |           |                     | Modifica les dades a Wikidata |
|        | Santa Oliva               | Santa Oliva | entitat singular de població capital municipal  | 1188 hab | 41° 15′ 13″ N, 1° 33′ 03″ E / 41.25357°N,1.55086°E 100 msnm                 |           |                     | Modifica les dades a Wikidata |
|        | el Camí dels Molins       | Santa Oliva | entitat singular de població                    | 130 hab  | 41° 13′ 37″ N, 1° 32′ 06″ E / 41.2270702925631°N,1.53493603756057°E 82 msnm |           |                     | Modifica les dades a Wikidata |
|        | el Molí d'en Serra        | Santa Oliva | entitat singular de població polígon industrial | 9 hab    | 41° 14′ 17″ N, 1° 32′ 52″ E / 41.238042373596°N,1.5478170755763°E 69 msnm   |           |                     | Modifica les dades a Wikidata |
|        | l'Arbornar                | Santa Oliva | entitat singular de població                    | 0 hab    | 41° 15′ 56″ N, 1° 31′ 27″ E / 41.26563721°N,1.52426214°E 129 msnm           |           |                     | Modifica les dades a Wikidata |
|        | la Carretera del Vendrell | Santa Oliva | entitat singular de població                    | 41 hab   | 41° 13′ 47″ N, 1° 32′ 23″ E / 41.22980291°N,1.53962496°E 59 msnm            |           |                     | Modifica les dades a Wikidata |
|        | les Pedreres              | Santa Oliva | entitat singular de població                    | 1972 hab | 41° 14′ 29″ N, 1° 32′ 13″ E / 41.241508370797°N,1.537000250628°E 89 msnm    |           |                     | Modifica les dades a Wikidata |

## església
| imatge | Nom                                  | Ubicat a    | instància de              | Detalls                                  | coordenades                                                                                 | Protecció                   | Commons (més fotos)        | Dades a WD                    |
| ------ | ------------------------------------ | ----------- | ------------------------- | ---------------------------------------- | ------------------------------------------------------------------------------------------- | --------------------------- | -------------------------- | ----------------------------- |
|        | Santa Maria de Santa Oliva           | Santa Oliva | església                  | Estil: arquitectura romànica gòtic tardà | 41° 15′ 00″ N, 1° 32′ 50″ E / 41.2499°N,1.54728°E ca:Camí de l'Església                     | bé cultural d'interès local | Santa Maria de Santa Oliva | Modifica les dades a Wikidata |
|        | església de la Mare de Déu del Remei | Santa Oliva | església edifici religiós | Estil: arquitectura gòtica               | 41° 15′ 13″ N, 1° 32′ 58″ E / 41.25357818603515°N,1.5495710372924805°E ca:Plaça del Castell |                             |                            | Modifica les dades a Wikidata |

## masia
| imatge | Nom                    | Ubicat a    | instància de  | Detalls                     | coordenades                                                         | Protecció                   | Commons (més fotos) | Dades a WD                    |
| ------ | ---------------------- | ----------- | ------------- | --------------------------- | ------------------------------------------------------------------- | --------------------------- | ------------------- | ----------------------------- |
|        | Cal Mariano            | Santa Oliva | masia         |                             | 41° 14′ 37″ N, 1° 33′ 03″ E / 41.2436981744114°N,1.55079570595201°E |                             |                     | Modifica les dades a Wikidata |
|        | Caseta de la Guàrdia   | Santa Oliva | masia         |                             | 41° 15′ 08″ N, 1° 32′ 42″ E / 41.2523520287309°N,1.54489925707081°E |                             |                     | Modifica les dades a Wikidata |
|        | Mas Canya              | Santa Oliva | masia edifici |                             | 41° 14′ 38″ N, 1° 32′ 54″ E / 41.244°N,1.54846°E                    |                             |                     | Modifica les dades a Wikidata |
|        | Mas Mascaró            | Santa Oliva | masia edifici |                             | 41° 14′ 45″ N, 1° 33′ 03″ E / 41.2458°N,1.55096°E                   |                             |                     | Modifica les dades a Wikidata |
|        | Mas Perdut             | Santa Oliva | masia edifici |                             | 41° 14′ 27″ N, 1° 33′ 07″ E / 41.2407°N,1.55185°E                   |                             |                     | Modifica les dades a Wikidata |
|        | Mas d'en Foix          | Santa Oliva | masia         |                             | 41° 14′ 17″ N, 1° 32′ 36″ E / 41.2380907742207°N,1.54328252471776°E |                             |                     | Modifica les dades a Wikidata |
|        | Masia Hugué            | Santa Oliva | masia         |                             | 41° 15′ 08″ N, 1° 33′ 35″ E / 41.2521591475055°N,1.5596438687912°E  |                             |                     | Modifica les dades a Wikidata |
|        | Masia Miret            | Santa Oliva | masia         |                             | 41° 15′ 07″ N, 1° 32′ 48″ E / 41.2519611647953°N,1.5467579266107°E  |                             |                     | Modifica les dades a Wikidata |
|        | Masia Priorat          | Santa Oliva | masia         |                             | 41° 14′ 57″ N, 1° 32′ 49″ E / 41.249217368248°N,1.54703356888522°E  |                             |                     | Modifica les dades a Wikidata |
|        | Masia del Camallarg    | Santa Oliva | masia         |                             | 41° 13′ 36″ N, 1° 32′ 02″ E / 41.2265600807013°N,1.5339699997321°E  |                             |                     | Modifica les dades a Wikidata |
|        | Molí Vell del Perot    | Santa Oliva | masia         |                             | 41° 13′ 52″ N, 1° 32′ 02″ E / 41.2312241760946°N,1.53382999428402°E |                             |                     | Modifica les dades a Wikidata |
|        | Villa Gonzalo          | Santa Oliva | masia         |                             | 41° 14′ 23″ N, 1° 32′ 36″ E / 41.2397502505772°N,1.54344853507903°E |                             |                     | Modifica les dades a Wikidata |
|        | la Masia de l'Albornar | Santa Oliva | masia         | Estil: arquitectura popular | 41° 16′ 00″ N, 1° 31′ 30″ E / 41.2668°N,1.52504°E                   | bé cultural d'interès local |                     | Modifica les dades a Wikidata |

## nucli de població
| imatge | Nom                    | Ubicat a                       | instància de                                           | Detalls | coordenades                                                                  | Protecció | Commons (més fotos) | Dades a WD                    |
| ------ | ---------------------- | ------------------------------ | ------------------------------------------------------ | ------- | ---------------------------------------------------------------------------- | --------- | ------------------- | ----------------------------- |
|        | Eixample               | Santa Oliva                    | nucli de població nucli d'entitat singular de població | 271 hab | 41° 15′ 14″ N, 1° 33′ 25″ E / 41.25396273°N,1.55693146°E 100 msnm            |           |                     | Modifica les dades a Wikidata |
|        | Idiada                 | l'Arbornar Santa Oliva         | nucli de població nucli d'entitat singular de població | 0 hab   | 41° 15′ 44″ N, 1° 31′ 16″ E / 41.262347°N,1.520986°E 116 msnm                |           |                     | Modifica les dades a Wikidata |
|        | Torrent del Lluc       | Santa Oliva el Molí d'en Serra | nucli de població nucli d'entitat singular de població | 7 hab   | 41° 15′ 34″ N, 1° 32′ 12″ E / 41.2594885085537°N,1.53657605756558°E 61 msnm  |           |                     | Modifica les dades a Wikidata |
|        | el Molí del Blanquillo | Santa Oliva les Pedreres       | nucli de població nucli d'entitat singular de població | 183 hab | 41° 14′ 45″ N, 1° 31′ 43″ E / 41.2458220534178°N,1.52863446200805°E 85 msnm  |           |                     | Modifica les dades a Wikidata |
|        | l'Albornar             | Santa Oliva                    | nucli de població                                      |         | 41° 15′ 59″ N, 1° 31′ 07″ E / 41.2664928202327°N,1.51853562864813°E 129 msnm |           |                     | Modifica les dades a Wikidata |

## polígon industrial
| imatge | Nom                                 | Ubicat a    | instància de       | Detalls | coordenades                                                         | Protecció | Commons (més fotos) | Dades a WD                    |
| ------ | ----------------------------------- | ----------- | ------------------ | ------- | ------------------------------------------------------------------- | --------- | ------------------- | ----------------------------- |
|        | Polígon industrial L'Albornar       | Santa Oliva | polígon industrial |         | 41° 16′ 16″ N, 1° 31′ 15″ E / 41.2711767489503°N,1.52080633791035°E |           |                     | Modifica les dades a Wikidata |
|        | Polígon industrial Torrent del Lluc | Santa Oliva | polígon industrial |         | 41° 13′ 50″ N, 1° 32′ 33″ E / 41.2304698122655°N,1.54252107523245°E |           |                     | Modifica les dades a Wikidata |

## Misc
| imatge | Nom                              | Ubicat a    | instància de              | Detalls                                                       | coordenades                                                                                 | Protecció                                            | Commons (més fotos)                   | Dades a WD                    |
| ------ | -------------------------------- | ----------- | ------------------------- | ------------------------------------------------------------- | ------------------------------------------------------------------------------------------- | ---------------------------------------------------- | ------------------------------------- | ----------------------------- |
|        | Can Rovira                       | Santa Oliva | celler                    | Estil: arquitectura modernista 19th century                   | 41° 13′ 44″ N, 1° 32′ 26″ E / 41.22895°N,1.54044722222°E ca:Ctra. de Santa Oliva 55 msnm    | bé cultural d'interès local                          | Can Rovira (Santa Oliva)              | Modifica les dades a Wikidata |
|        | Centre històric de Santa Oliva   | Santa Oliva | centre històric           |                                                               | 41° 15′ 11″ N, 1° 33′ 01″ E / 41.253098°N,1.55036°E ca:Pl. Major i entorn 95 msnm           | bé cultural d'interès local                          | Centre històric de Santa Oliva        | Modifica les dades a Wikidata |
|        | Els safareigs                    | Santa Oliva | estructura arquitectònica |                                                               | 41° 15′ 14″ N, 1° 32′ 55″ E / 41.25382614135742°N,1.5487339496612549°E ca:Plaça del Castell |                                                      |                                       | Modifica les dades a Wikidata |
|        | Molí Alt de Santa Oliva          | Santa Oliva | molí d'aigua              | Estil: arquitectura gòtica                                    | 41° 14′ 05″ N, 1° 32′ 00″ E / 41.2346°N,1.53347°E 74 msnm                                   | bé cultural d'interès local                          | Molí Alt de Santa Oliva               | Modifica les dades a Wikidata |
|        | casa consistorial de Santa Oliva | Santa Oliva | casa consistorial         |                                                               | 41° 15′ 12″ N, 1° 33′ 03″ E / 41.2532298°N,1.55087°E                                        |                                                      | Cal Fuster, Ajuntament de Santa Oliva | Modifica les dades a Wikidata |
|        | castell de Santa Oliva           | Santa Oliva | castell                   | Estil: arquitectura romànica arquitectura gòtica 11st century | 41° 15′ 13″ N, 1° 32′ 58″ E / 41.25353333°N,1.54950833°E ca:Plaça del Castell 93 msnm       | bé d'interès cultural bé cultural d'interès nacional | Castell de Santa Oliva                | Modifica les dades a Wikidata |